# Arcidiocesi di Ndola
L'arcidiocesi di Ndola (in latino Archidioecesis Ndolaënsis) è una sede metropolitana della Chiesa cattolica in Zambia. Nel 2024 contava 3.223.400 battezzati su 3.223.400 abitanti. È retta dall'arcivescovo Benjamin Phiri.

## Territorio
L'arcidiocesi comprende l'intera provincia di Copperbelt in Zambia,
Sede arcivescovile è la città di Ndola, dove si trova la cattedrale di Cristo Re.
Il territorio è suddiviso in 84 parrocchie, raggruppate in 10 vicariati.

### Provincia ecclesiastica
La provincia ecclesiastica di Ndola, istituita il 18 giugno 2024, comprende le seguenti suffraganee:
- diocesi di Kabwe,
- diocesi di Solwezi.

## Storia
La prefettura apostolica di Ndola fu eretta l'8 gennaio 1938 con la bolla Quo evangelica di papa Pio XI, ricavandone il territorio dalla prefettura apostolica di Broken Hill (oggi arcidiocesi di Lusaka).
Il 13 gennaio 1949 la prefettura apostolica fu elevata a vicariato apostolico con la bolla Si in aliqua di papa Pio XII.
Il 9 aprile 1959 cedette una porzione del suo territorio a vantaggio dell'erezione della prefettura apostolica di Solwezi (oggi diocesi).
Il 25 aprile dello stesso anno il vicariato apostolico fu elevato a diocesi con la bolla Cum christiana fides di papa Giovanni XXIII.
Il 18 giugno 2024 è stata ulteriormente elevata al rango di arcidiocesi metropolitana da papa Francesco con la bolla Per misericordiam Domini.

## Cronotassi dei vescovi
Si omettono i periodi di sede vacante non superiori ai 2 anni o non storicamente accertati.
- Francesco Costantino Mazzieri, O.F.M.Conv. † (4 febbraio 1938 - 26 novembre 1965 dimesso[3])
- Nicola Agnozzi, O.F.M.Conv. † (1º febbraio 1966 - 10 luglio 1975 dimesso)
- Dennis Harold De Jong † (10 luglio 1975 - 17 settembre 2003 deceduto)
- Noel Charles O'Regan, S.M.A. (1º ottobre 2004 - 16 gennaio 2010 dimesso)
- Alick Banda (16 gennaio 2010 succeduto - 30 gennaio 2018 nominato arcivescovo di Lusaka)[4]
  - Sede vacante (2018-2020)
- Benjamin S. Phiri, dal 3 luglio 2020

## Statistiche
La diocesi nel 2024 su una popolazione di 3.223.400 persone contava 1.920.580 battezzati, corrispondenti al 59,6% del totale.
| anno | popolazione | popolazione | popolazione | presbiteri | presbiteri | presbiteri | presbiteri                | diaconi | religiosi | religiosi | parrocchie |
| anno | battezzati  | totale      | %           | numero     | secolari   | regolari   | battezzati per presbitero | diaconi | uomini    | donne     | parrocchie |
| ---- | ----------- | ----------- | ----------- | ---------- | ---------- | ---------- | ------------------------- | ------- | --------- | --------- | ---------- |
| 1950 | 29.143      | 261.000     | 11,2        | 25         |            | 25         | 1.165                     |         | 32        | 38        | 15         |
| 1970 | 138.375     | 815.000     | 17,0        | 48         |            | 48         | 2.882                     |         | 58        | 107       |            |
| 1980 | 723.000     | 2.065.000   | 35,0        | 71         | 5          | 66         | 10.183                    |         | 83        | 105       | 71         |
| 1990 | 937.000     | 2.786.000   | 33,6        | 119        | 29         | 90         | 7.873                     |         | 115       | 135       | 85         |
| 1999 | 800.000     | 2.000.000   | 40,0        | 98         | 31         | 67         | 8.163                     |         | 95        | 189       | 69         |
| 2000 | 750.000     | 2.000.000   | 37,5        | 101        | 31         | 70         | 7.425                     |         | 101       | 194       | 69         |
| 2001 | 750.000     | 2.000.000   | 37,5        | 103        | 31         | 72         | 7.281                     |         | 107       | 195       | 69         |
| 2002 | 750.000     | 2.000.000   | 37,5        | 102        | 30         | 72         | 7.352                     |         | 127       | 195       | 69         |
| 2003 | 750.000     | 2.000.000   | 37,5        | 98         | 26         | 72         | 7.653                     |         | 107       | 195       | 69         |
| 2004 | 850.000     | 2.000.000   | 42,5        | 98         | 30         | 68         | 8.673                     |         | 121       | 201       | 69         |
| 2007 | 865.000     | 2.072.000   | 41,7        | 153        | 43         | 110        | 5.653                     | 4       | 161       | 230       | 67         |
| 2013 | 1.468.000   | 2.483.000   | 59,1        | 155        | 69         | 86         | 9.470                     |         | 110       | 227       | 80         |
| 2016 | 1.575.000   | 2.644.000   | 59,6        | 155        | 82         | 73         | 10.161                    |         | 104       | 252       | 82         |
| 2019 | 1.719.400   | 2.885.855   | 59,6        | 139        | 83         | 56         | 12.369                    |         | 93        | 332       | 81         |
| 2021 | 1.817.380   | 3.050.200   | 59,6        | 175        | 100        | 75         | 10.385                    |         | 112       | 343       | 84         |
| 2023 | 1.920.580   | 3.223.400   | 59,6        | 187        | 106        | 81         | 10.270                    |         | 151       | 340       | 84         |
| 2024 | 1.920.580   | 3.223.400   | 59,6        | 187        | 106        | 81         | 10.270                    |         | 112       | 340       | 84         |